# Beiers voetbalkampioenschap 1922/23
In 1922/23 werd het dertiende Beiers voetbalkampioenschap gespeeld, dat georganiseerd werd door de Zuid-Duitse voetbalbond. De vier reeksen van de Kreisliga werden teruggebracht naar twee reeksen. Na dit seizoen werden ook de Noord- en Zuid-Beiers competities samengevoegd. 
SpVgg Fürth werd kampioen en plaatste zich voor de Zuid-Duitse eindronde. De vijf kampioenen speelden de eindronde in groepsfase en Fürth werd ook Zuid-Duits kampioen, waardoor ze zich plaatsten voor de eindronde om de landstitel. De club versloeg Vereinigte Breslauer Sportfreunde met 4:0 en verloor dan in de halve finale van SC Union 06 Oberschöneweide met 2:1. 

## Kreisliga

### Noord-Beieren
| Plaats | Club                  | Wed. | W  | G | V  | Saldo | Ptn.  |
| ------ | --------------------- | ---- | -- | - | -- | ----- | ----- |
| 1.     | SpVgg Fürth           | 14   | 12 | 1 | 1  | 52:10 | 25:3  |
| 2.     | 1. FC Nürnberg        | 14   | 10 | 2 | 2  | 39:12 | 22:6  |
| 3.     | FV 1920 Nürnberg      | 14   | 8  | 1 | 5  | 19:19 | 17:11 |
| 4.     | MTV Fürth             | 14   | 7  | 0 | 7  | 19:25 | 14:14 |
| 5.     | 1. FC 01 Bamberg      | 14   | 3  | 5 | 6  | 17:23 | 11:17 |
| 6.     | TV 1846 Nürnberg      | 14   | 4  | 3 | 7  | 20:34 | 11:17 |
| 7.     | FC Würzburger Kickers | 14   | 2  | 3 | 9  | 20:40 | 7:21  |
| 8.     | TV 1860 Fürth         | 14   | 2  | 1 | 11 | 18:41 | 5:23  |

|  | Geplaatst voor finale |
|  | Degradatie            |

### Zuid-Beieren
| Plaats | Club               | Wed. | W  | G | V  | Saldo | Ptn.  |
| ------ | ------------------ | ---- | -- | - | -- | ----- | ----- |
| 1.     | FA Bayern München  | 14   | 10 | 3 | 1  | 65:18 | 23:5  |
| 2.     | SV 1860 München    | 14   | 9  | 3 | 2  | 40:16 | 21:7  |
| 3.     | FC Wacker München  | 14   | 8  | 2 | 4  | 44:11 | 18:10 |
| 4.     | TV 1847 Augsburg   | 14   | 8  | 2 | 4  | 43:24 | 18:10 |
| 5.     | TB Jahn Regensburg | 14   | 4  | 2 | 8  | 31:46 | 10:18 |
| 6.     | MTV Ingolstadt     | 14   | 4  | 2 | 8  | 21:37 | 10:18 |
| 7.     | MTV 1879 München   | 14   | 3  | 2 | 9  | 16:52 | 8:20  |
| 8.     | SpVgg München      | 14   | 2  | 0 | 12 | 19:75 | 4:24  |

### Finale
Heen
|                 |                   |       |             |         |
| 28 januari 1923 | FA Bayern München | 1 - 2 | SpVgg Fürth | München |
| 28 januari 1923 |                   |       |             | München |

Terug
|                 |             |       |                   |       |
| 4 februari 1923 | SpVgg Fürth | 5 - 0 | FA Bayern München | Fürth |
| 4 februari 1923 |             |       |                   | Fürth |